# هشنیز
هشنیز، روستایی در دهستان بوچیر بخش مرکزی شهرستان پارسیان در استان هرمزگان ایران است.
این روستا در ۷ کیلومتری غرب روستای بوچیر واقع شده‌است.

## جمعیت
بر پایه سرشماری عمومی نفوس و مسکن در سال ۱۳۹۵، جمعیت این روستا برابر با ۹۹۴ نفر (۲۶۳ خانوار) بوده‌است.